# Svetlana Zalevskaya
Svetlana Zalevskaya (née le 14 juin 1974 à Alma-Ata) est une athlète kazakhe spécialiste du saut en hauteur.

## Palmarès
| Année | Compétition                   | Lieu      | Résultat | Performance |
| ----- | ----------------------------- | --------- | -------- | ----------- |
| 1992  | Championnats du monde juniors | Séoul     | 2e       | 1,88 m      |
| 1993  | Championnats d’Asie           | Manille   | 1re      | 1,92 m      |
| 1994  | Jeux asiatiques               | Hiroshima | 2e       | 1,89 m      |
| 1995  | Universiade                   | Fukuoka   | 2e       | 1,92 m      |
| 1995  | Championnats d’Asie           | Djakarta  | 1re      | 1,89 m      |
| 1997  | Jeux de l’Asie de l’Est       | Busan     | 2e       | 1,88 m      |
| 1999  | Championnats du monde         | Séville   | 8e       | 1,93 m      |
| 2000  | Jeux olympiques               | Sydney    | 6e       | 1,96 m      |
| 2001  | Jeux de l’Asie de l’Est       | Osaka     | 2e       | 1,90 m      |

## Records
Svetlana Zalevskaya détient le record d'Asie du saut en hauteur en salle avec 1,98 m, réalisé en 1996.
| Épreuve         | Performance | Lieu     | Date                        |
| --------------- | ----------- | -------- | --------------------------- |
| Saut en hauteur | 1,97 m      | Lausanne | 14 juin 1996 5 juillet 2000 |

| Épreuve         | Performance | Lieu   | Date        |
| --------------- | ----------- | ------ | ----------- |
| Saut en hauteur | 1,98 m      | Samara | 2 mars 1996 |